# ソエジマトシキ
ソエジマトシキ（1992年1月1日 - ）は、日本のギタリスト。佐賀県出身。

## 来歴
中学2年生の頃、父親のギターを借りて弾き始め、高校生になり東京事変のコピーバンドを組む。19歳からスタジオミュージシャンとして生計を立て、"ネオソウルギタリスト"として活動を続ける。2021年には「Toshiki Soejima」名義で、1st EP「Life」をリリース。